# Сьего-де-Авила (провинция)
Сьего-де-Авила (исп. Ciego de Ávila) — провинция Кубы, расположенная в её центральной части. На севере граничит с Атлантическим океаном, на юге с Карибским морем, на западе с провинцией Санкти-Спиритус, на востоке с провинцией Камагуэй, из состава которой была выделена в 1975 году.

## География
Вдоль северного побережья провинции расположены многочисленные рифы и острова, на которых созданы пляжные курорты, привлекающие туристов, в том числе Кайо-Коко. Южное побережье покрыто мангровыми лесами. В северной части провинции также находятся озёра, в том числе Лагуна-де-Лече, крупнейшее озеро страны.

## Муниципалитеты
1. Сьего-де-Авила (Ciego de Ávila);
2. Морон (Morón);
3. Чамбас (Chambas);
4. Сиро Редондо (Ciro Redondo);
5. Махагуа (Majagua);
6. Флоренсия (Florencia);
7. Венесуэла (Venezuela);
8. Барагуа (Baraguá);
9. Примеро-де-Енеро (Primero de Enero);
10. Боливия (Bolivia);

## Экономика
Основой экономики является разведение крупного рогатого скота, а также выращивание ананасов. Кроме того, производятся сахар, цитрусовые, картофель, батат, бананы.